# Basti (Nepal)
Basti (nep. बस्ती) – gaun wikas samiti w zachodniej części Nepalu w strefie Seti w dystrykcie Achham. Według nepalskiego spisu powszechnego z 2011 roku liczył on 668 gospodarstw domowych i 3716 mieszkańców (1977 kobiet i 1739 mężczyzn).